# یخ جهانی
تئوری یخ جهانی «Welteislehre» یا به اختصار WEL یک مفهوم کیهانی بی‌اعتبار است که توسط هانس هوربیگر، مهندس و مخترع اتریشی ارائه شده‌است.

## تجربه و تحقیق یا مکاشفه
هوربیگر از طریق تحقیق به ایده‌های خود نرسید، و اظهار کرد که این موضوع را در یک مکاشفه در سال ۱۸۹۴ دریافت کرده‌است. در این تئوری سیارات یخی، و «اتر جهانی» اساس توسعه جهان معرفی شده‌است. او آب را یخ گداخته معرفی کرده‌است؛ یعنی او یخ را آب منجمد نمی‌داند بلکه به نظر او آب، یخ گداخته‌است!